# سید جواد حمزوی
سیّد جواد حمزوی (زادهٔ ۱۳۰۰ خورشیدی) نماینده شهریار، ساوجبلاغ و کردان در دوره هجدهم مجلس شورای ملی بود.
پدرش زین‌العابدین امیر منظم تاجر و ملاک بود. پس از تحصیلات مقدماتی و متوسطه در تهران در سال ۱۳۱۳ به آلمان رفت و پس از کسب درجه مهندسی در رشته برق و مکانیک از دانشگاه مونیخ در سال ۱۳۲۴ به آمریکا رفت و در رشته علوم اقتصادی درجه دکترا گرفت. در سال ۱۳۲۵ به تهران بازگشت و در اداره کل برق استخدام شد و پس از مدتی به وزارت اقتصاد ملی انتقال یافت. در انتخابات دوره هجدهم مجلس شورای ملی که از هشتم تا دهم بهمن ۱۳۳۲ برگزار شد، به نمایندگی شهریار، ساوجبلاغ و کردان برگزیده شد.